# Fudzieda MYFC
Fudzieda MYFC (japonsky 藤枝MYFC) je japonský fotbalový klub z města Fudzieda hrající v J3 League. Klub byl založen v roce 2009. V roce 2014 se připojili do J.League, profesionální japonské fotbalové ligy. Svá domácí utkání hraje na Fujieda Soccer Stadium.